# おさらば東京
「おさらば東京」（おさらばとうきょう）は、1957年にリリースされた三橋美智也のシングル。

## 解説
- 100万枚のヒット作品であり、ラジオ東京の「人気東京六つの歌」で50週（約1年）連続で1位を記録した[1]。
- B面は春日八郎の「苦手なんだよ」。
- マレーシアでは荘学忠によって「倆相依」で、張少林によって「输哂哩」のタイトルで其々カヴァーされている。

## 収録曲
1. おさらば東京
  - 作詞:横井弘／作曲:中野忠晴
2. 苦手なんだよ（春日八郎） 
  - 作詞:矢野亮／作曲:林伊佐緒